# فهرست کشورها بر پایه میزان تولد

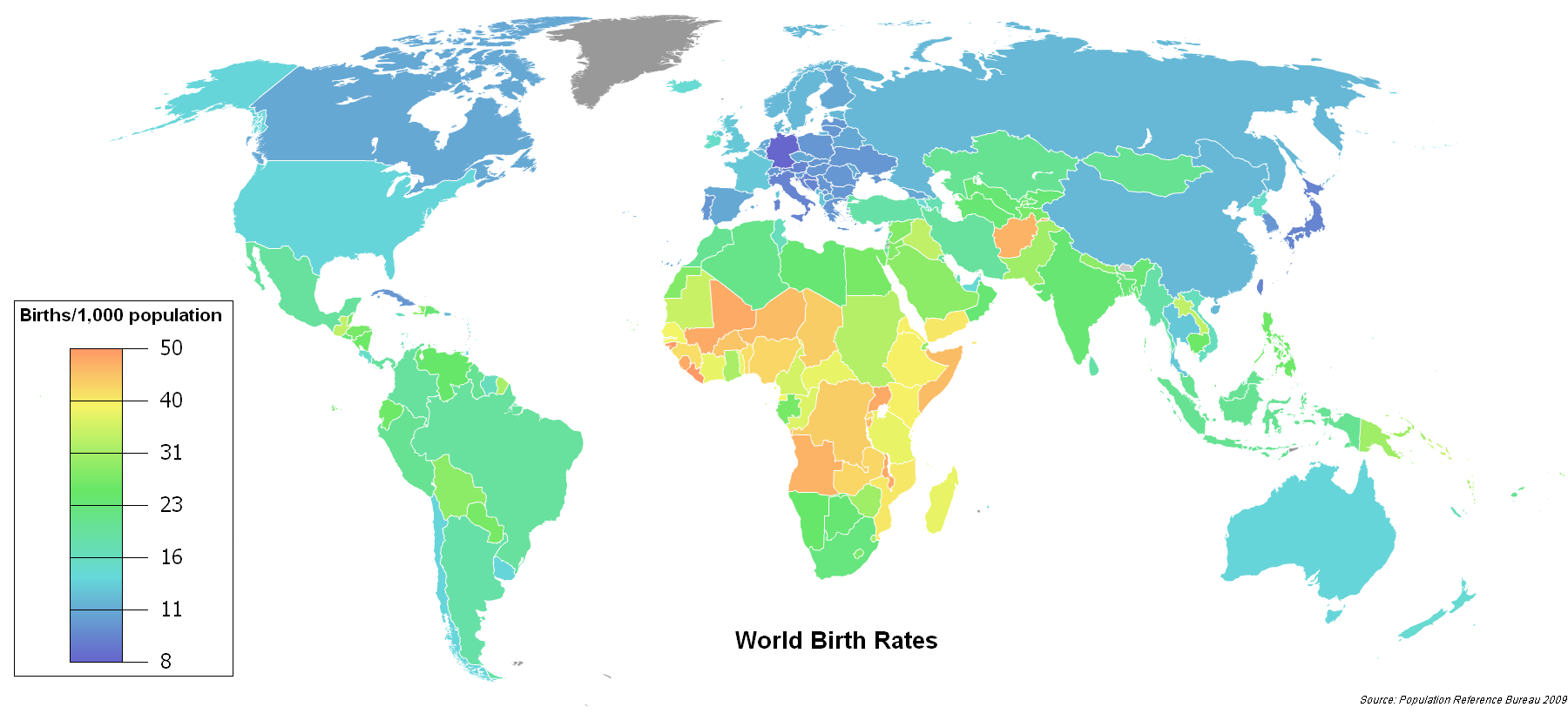
Countries by birth rate تخمین سازمان ملل (۲۰۰۵-۲۰۱۰)

فهرست میزان تولد کشورها بر پایه داده‌های سیا:
با توجه به این فهرست بیشترین میزان تولد به ترتیب مربوط به آفریقا-امریکای جنوبی-آسیا-آمریکای شمالی و اروپاست

## کشورها
| کشور                                   | WB ۲۰۱۰ | WB ۲۰۱۰ | OECD ۲۰۱۱ | OECD ۲۰۱۱ | CIA WF ۲۰۱۳ | CIA WF ۲۰۱۳ | CIA WF ۲۰۱۴ | CIA WF ۲۰۱۴ | CIA WF ۲۰۱۶ | CIA WF ۲۰۱۶ |
| کشور                                   | درصد ‰  | رتبه    | درصد ‰    | رتبه      | درصد ‰      | رتبه        | درصد ‰      | رتبه        | درصد ‰      | رتبه        |
| -------------------------------------- | ------- | ------- | --------- | --------- | ----------- | ----------- | ----------- | ----------- | ----------- | ----------- |
| World                                  | ۱۹      | ۰       | ۱۹٫۴      | ۰         | ۱۹٫۴۰       | ۰           | ۱۹٫۴۰       | ۰           |             |             |
| افغانستان                              | ۴۴      | ۷       | ۴۵٫۱      | ۳         | ۳۹٫۰۵       | ۱۲          | ۳۸٫۸۴       | ۱۰          | ۳۸٫۳        | ۱۱          |
| آلبانی                                 | ۱۳      | ۱۴۱     | ۱۱٫۵      | ۱۸۳       | ۱۲٫۵۷       | ۱۵۹         | ۱۲٫۷۳       | ۱۵۶         | ۱۳٫۱        | ۱۵۳         |
| الجزایر                                | ۲۰      | ۹۲      | ۲۴٫۸      | ۷۵        | ۲۴٫۲۵       | ۶۳          | ۲۳٫۹۹       | ۶۳          | ۲۳          | ۶۸          |
| آندورا                                 | ۱۰      | ۱۹۰     | ۱۰٫۲      | ۲۱۱       | ۸٫۸۸        | ۲۱۲         | ۸٫۴۸        | ۲۱۸         | ۷٫۸         | ۲۲۳         |
| آنگولا                                 | ۴۲      | ۱۱      | ۴۰٫۹      | ۱۳        | ۳۹٫۱۶       | ۱۰          | ۳۸٫۹۷       | ۹           | ۳۸٫۶        | ۹           |
| آنتیگوآ و باربودا                      |         |         | ۱۳٫۸      | ۱۵۲       | ۱۶٫۰۷       | ۱۲۵         | ۱۵٫۹۴       | ۱۲۴         | ۱۵٫۸        | ۱۲۰         |
| آرژانتین                               | ۱۷      | ۱۱۲     | ۱۸٫۷      | ۱۱۳       | ۱۷٫۱۲       | ۱۱۴         | ۱۶٫۸۸       | ۱۱۳         | ۱۷          | ۱۰۸         |
| ارمنستان                               | ۱۵      | ۱۲۷     | ۱۳٫۳      | ۱۵۹       | ۱۲٫۸۶       | ۱۵۴         | ۱۳٫۹۲       | ۱۴۳         | ۱۳٫۳        | ۱۵۰         |
| استرالیا                               | ۱۳      | ۱۳۹     | ۱۳٫۳      | ۱۵۸       | ۱۲٫۲۳       | ۱۶۳         | ۱۲٫۱۹       | ۱۶۲         | ۱۲٫۱        | ۱۶۳         |
| اتریش                                  | ۹       | ۱۹۵     | ۹٫۳       | ۲۲۲       | ۸٫۷۳        | ۲۱۴         | ۸٫۷۶        | ۲۱۴         | ۹٫۵         | ۲۰۴         |
| آذربایجان                              | ۱۹      | ۱۰۰     | ۱۹٫۴      | ۱۰۷       | ۱۷٫۱۷       | ۱۱۲         | ۱۶٫۹۶       | ۱۱۱         | ۱۶٫۲        | ۱۱۶         |
| باهاما                                 | ۱۵      | ۱۲۳     | ۱۳٫۸      | ۱۵۱       | ۱۵٫۸۱       | ۱۲۶         | ۱۵٫۶۵       | ۱۲۶         | ۱۵٫۴        | ۱۲۷         |
| بحرین                                  | ۲۰      | ۹۶      | ۱۵        | ۱۳۹       | ۱۴٫۱۶       | ۱۴۱         | ۱۳٫۹۲       | ۱۴۲         | ۱۳٫۵        | ۱۴۴         |
| بنگلادش                                | ۲۰      | ۸۹      | ۱۹٫۲      | ۱۰۹       | ۲۲٫۰۷       | ۷۶          | ۲۱٫۶۱       | ۷۶          | ۱۹          | ۸۹          |
| باربادوس                               | ۱۱      | ۱۷۹     | ۱۲٫۲      | ۱۷۴       | ۱۲٫۱        | ۱۶۶         | ۱۱٫۹۷       | ۱۶۶         | ۱۱٫۸        | ۱۶۸         |
| بلاروس                                 | ۱۱      | ۱۷۲     | ۱۱٫۵      | ۱۸۴       | ۱۰٫۹۹       | ۱۷۵         | ۱۰٫۸۶       | ۱۷۹         | ۱۰٫۵        | ۱۸۷         |
| بلژیک                                  | ۱۲      | ۱۶۶     | ۱۱٫۹      | ۱۷۵       | ۱۰          | ۱۹۵         | ۹٫۹۹        | ۱۹۳         | ۱۱٫۴        | ۱۷۱         |
| بلیز                                   | ۲۵      | ۶۴      | ۲۲٫۱      | ۸۹        | ۲۵٫۵۸       | ۵۵          | ۲۵٫۱۴       | ۵۵          | ۲۴٫۳        | ۵۹          |
| بنین                                   | ۴۰      | ۱۵      | ۳۷٫۳      | ۱۹        | ۳۷٫۰۲       | ۱۹          | ۳۶٫۵۱       | ۲۰          | ۳۵٫۵        | ۱۹          |
| بوتان                                  | ۲۰      | ۸۷      | ۲۰٫۷      | ۱۰۰       | ۱۸٫۴۳       | ۱۰۵         | ۱۸٫۱۲       | ۱۰۶         | ۱۷٫۵        | ۱۰۵         |
| بولیوی                                 | ۲۶      | ۵۸      |           |           | ۲۳٫۷۷       | ۶۸          | ۲۳٫۲۸       | ۷۰          | ۲۲٫۴        | ۷۳          |
| بوسنی و هرزگوین                        | ۹       | ۲۰۳     | ۸٫۳       | ۲۳۵       | ۸٫۹۲        | ۲۱۱         | ۸٫۸۹        | ۲۱۱         | ۸٫۸         | ۲۱۳         |
| بوتسوانا                               | ۲۴      | ۶۸      | ۲۴٫۸      | ۷۶        | ۲۱٫۶۹       | ۷۸          | ۲۱٫۳۴       | ۷۷          | ۲۰٫۷        | ۷۷          |
| برزیل                                  | ۱۵      | ۱۲۲     | ۱۴٫۷      | ۱۴۳       | ۱۴٫۹۷       | ۱۳۳         | ۱۴٫۷۲       | ۱۳۴         | ۱۴٫۳        | ۱۳۶         |
| برونئی                                 | ۱۹      | ۹۹      | ۱۵٫۵      | ۱۳۵       | ۱۷٫۶۳       | ۱۰۷         | ۱۷٫۴۹       | ۱۰۷         | ۱۷٫۲        | ۱۰۶         |
| بلغارستان                              | ۱۰      | ۱۸۶     | ۹٫۶       | ۲۱۷       | ۹٫۰۷        | ۲۰۷         | ۸٫۹۲        | ۲۱۰         | ۸٫۸         | ۲۱۲         |
| بورکینافاسو                            | ۴۳      | ۱۰      | ۴۵        | ۴         | ۴۲٫۸۱       | ۴           | ۴۲٫۴۲       | ۵           | ۴۱٫۶        | ۶           |
| بوروندی                                | ۳۴      | ۳۵      | ۳۳٫۳      | ۳۳        | ۴۰٫۰۴       | ۷           | ۴۲٫۳۳       | ۶           | ۴۱٫۷        | ۵           |
| کامبوج                                 | ۲۲      | ۷۵      | ۲۵٫۴      | ۷۲        | ۲۴٫۸۸       | ۵۹          | ۲۴٫۴۰       | ۶۰          | ۲۳٫۴        | ۶۶          |
| کامرون                                 | ۳۶      | ۲۹      | ۳۴٫۲      | ۳۰        | ۳۱٫۹۳       | ۳۷          | ۳۶٫۵۸       | ۱۹          | ۳۵٫۸        | ۱۸          |
| کانادا                                 | ۱۱      | ۱۷۳     | ۱۱٫۲      | ۱۹۱       | ۱۰٫۲۸       | ۱۸۸         | ۱۰٫۲۹       | ۱۸۷         | ۱۰٫۳        | ۱۹۲         |
| کیپ ورد                                | ۲۱      | ۸۴      |           |           | ۲۰٫۹۶       | ۸۱          | ۲۰٫۷۲       | ۸۲          | ۲۰٫۲        | ۸۱          |
| آفریقای مرکزی                          | ۳۵      | ۳۳      | ۳۳٫۲      | ۳۴        | ۳۵٫۸        | ۲۳          | ۳۵٫۴۵       | ۲۳          | ۳۴٫۷        | ۲۲          |
| چاد                                    | ۴۵      | ۵       | ۴۳٫۲      | ۸         | ۳۷٫۹۹       | ۱۶          | ۳۷٫۲۹       | ۱۶          | ۳۶٫۱        | ۱۶          |
| شیلی                                   | ۱۴      | ۱۳۲     | ۱۴٫۵      | ۱۴۴       | ۱۴٫۱۲       | ۱۴۳         | ۱۳٫۹۷       | ۱۴۰         | ۱۳٫۷        | ۱۴۳         |
| چین                                    | ۱۲      | ۱۶۰     | ۱۱٫۹      | ۱۷۶       | ۱۲٫۲۵       | ۱۶۲         | ۱۲٫۱۷       | ۱۶۳         | ۱۲٫۴        | ۱۶۰         |
| کلمبیا                                 | ۲۰      | ۹۴      | ۱۸٫۹      | ۱۱۱       | ۱۶٫۹۸       | ۱۱۸         | ۱۶٫۷۳       | ۱۱۶         | ۱۶٫۳        | ۱۱۴         |
| کومور                                  | ۳۸      | ۲۵      | ۲۹٫۴      | ۵۲        | ۳۰٫۲۶       | ۴۳          | ۲۹٫۰۵       | ۴۴          | ۲۶٫۹        | ۴۷          |
| کنگو                                   | ۳۵      | ۳۱      | ۳۱٫۹      | ۳۹        | ۳۹٫۶۳       | ۹           | ۳۶٫۵۹       | ۱۸          | ۳۴٫۲        | ۲۴          |
| کنگو                                   | ۴۳      | ۹       | ۴۲٫۵      | ۹         | ۳۶٫۳۴       | ۲۰          | ۳۵٫۶۲       | ۲۲          | ۳۵٫۱        | ۲۱          |
| کاستاریکا                              | ۱۶      | ۱۲۱     | ۱۵٫۹      | ۱۳۴       | ۱۶٫۲۵       | ۱۲۴         | ۱۶٫۰۸       | ۱۲۳         | ۱۵٫۷        | ۱۲۲         |
| ساحل عاج                               | ۳۴      | ۳۴      | ۳۲٫۸      | ۳۶        | ۲۹٫۸۳       | ۴۵          | ۲۹٫۲۵       | ۴۳          | ۲۸٫۲        | ۴۵          |
| کرواسی                                 | ۱۰      | ۱۸۹     | ۹٫۴       | ۲۲۰       | ۹٫۵۳        | ۲۰۱         | ۹٫۴۹        | ۲۰۱         | ۹           | ۲۱۰         |
| کوبا                                   | ۱۰      | ۱۸۷     | ۱۱٫۸      | ۱۸۰       | ۹٫۹۲        | ۱۹۷         | ۹٫۹۰        | ۱۹۵         | ۱۰٫۸        | ۱۸۳         |
| قبرس                                   | ۱۲      | ۱۶۷     | ۱۱٫۳      | ۱۸۷       | ۱۱٫۴۵       | ۱۶۹         | ۱۱٫۴۴       | ۱۷۲         | ۱۱٫۴        | ۱۷۳         |
| چک                                     | ۱۱      | ۱۷۵     | ۱۰٫۴      | ۲۰۶       | ۸٫۵۵        | ۲۱۷         | ۹٫۷۹        | ۱۹۸         | ۹٫۵         | ۲۰۳         |
| دانمارک                                | ۱۱      | ۱۷۰     | ۱۰٫۶      | ۲۰۴       | ۱۰٫۲        | ۱۹۱         | ۱۰٫۲۲       | ۱۹۰         | ۱۰٫۴        | ۱۹۰         |
| جیبوتی                                 | ۲۹      | ۴۹      | ۲۶٫۵      | ۶۵        | ۲۴٫۵        | ۶۱          | ۲۴٫۰۸       | ۶۲          | ۲۳٫۶        | ۶۵          |
| دومینیکا                               |         |         | ۱۲٫۸      | ۱۶۴       | ۱۵٫۶۱       | ۱۳۰         | ۱۵٫۵۳       | ۱۳۰         | ۱۵٫۲        | ۱۳۰         |
| دومینیکن                               | ۲۲      | ۷۹      | ۲۱٫۱      | ۹۸        | ۱۹٫۲۱       | ۹۳          | ۱۸٫۹۷       | ۹۲          | ۱۸٫۶        | ۹۲          |
| اکوادور                                | ۲۱      | ۸۵      | ۱۵٫۱      | ۱۳۸       | ۱۹٫۲۳       | ۹۲          | ۱۸٫۸۷       | ۹۵          | ۱۸٫۲        | ۹۷          |
| مصر                                    | ۲۳      | ۷۱      | ۳۰٫۴      | ۵۰        | ۲۳٫۷۹       | ۶۷          | ۲۳٫۳۵       | ۶۸          | ۳۰٫۳        | ۳۹          |
| السالوادور                             | ۲۰      | ۹۰      | ۲۰        | ۱۰۴       | ۱۷٫۱۲       | ۱۱۳         | ۱۶٫۷۹       | ۱۱۵         | ۱۶٫۳        | ۱۱۵         |
| گینه استوایی                           | ۳۷      | ۲۷      | ۳۷٫۴      | ۱۸        | ۳۴٫۳۵       | ۳۰          | ۳۳٫۸۳       | ۳۲          | ۳۲٫۸        | ۳۲          |
| اریتره                                 | ۳۶      | ۲۸      | ۳۳٫۶      | ۳۱        | ۳۱٫۳۹       | ۴۰          | ۳۰٫۶۹       | ۴۱          | ۳۰٫۱        | ۴۰          |
| استونی                                 | ۱۲      | ۱۶۴     | ۱۱        | ۱۹۸       | ۱۰٫۳۸       | ۱۸۵         | ۱۰٫۲۹       | ۱۸۸         | ۱۰٫۳        | ۱۹۱         |
| اتیوپی                                 | ۳۱      | ۴۳      | ۳۵٫۷      | ۲۷        | ۳۸٫۰۷       | ۱۵          | ۳۷٫۶۶       | ۱۴          | ۳۶٫۹        | ۱۳          |
| فیجی                                   | ۲۲      | ۸۲      | ۲۱٫۴      | ۹۶        | ۲۰٫۲۸       | ۸۶          | ۱۹٫۸۶       | ۸۷          | ۱۹          | ۹۰          |
| فنلاند                                 | ۱۱      | ۱۷۱     | ۱۱٫۱      | ۱۹۳       | ۱۰٫۳۶       | ۱۸۶         | ۱۰٫۳۵       | ۱۸۶         | ۱۰٫۷        | ۱۸۵         |
| فرانسه                                 | ۱۳      | ۱۴۰     | ۱۲٫۶      | ۱۶۸       | ۱۲٫۶        | ۱۵۸         | ۱۲٫۴۹       | ۱۵۹         | ۱۲٫۳        | ۱۶۱         |
| گابن                                   | ۲۷      | ۵۴      |           |           | ۳۴٫۸۲       | ۲۹          | ۳۴٫۶۴       | ۲۷          | ۳۴٫۳        | ۲۳          |
| گامبیا                                 | ۳۸      | ۲۲      | ۳۴٫۶      | ۲۸        | ۳۲٫۵۹       | ۳۴          | ۳۱٫۷۵       | ۳۷          | ۳۰٫۱        | ۴۱          |
| گرجستان                                | ۱۴٫۱    | ۱۶۳     | ۱۲٫۹      | ۱۶۲       | ۱۲٫۹        | ۱۸۱         | ۱۶٫۳        | ۱۵۵         | ۱۲٫۵        | ۱۵۸         |
| آلمان                                  | ۸       | ۲۰۵     | ۸٫۱       | ۲۳۶       | ۸٫۳۷        | ۲۱۸         | ۸٫۴۲        | ۲۱۹         | ۸٫۵         | ۲۱۷         |
| غنا                                    | ۳۲      | ۴۲      | ۳۰٫۸      | ۴۷        | ۳۱٫۷        | ۳۸          | ۳۱٫۴۰       | ۳۸          | ۳۰٫۸        | ۳۸          |
| یونان                                  | ۱۰      | ۱۹۱     | ۹٫۲       | ۲۲۴       | ۸٫۹۴        | ۲۰۹         | ۸٫۸۰        | ۲۱۳         | ۸٫۵         | ۲۱۸         |
| گرنادا                                 | ۱۹      | ۹۸      | ۱۶٫۵      | ۱۳۱       | ۱۶٫۵۷       | ۱۲۱         | ۱۶٫۳۰       | ۱۲۰         | ۱۵٫۸        | ۱۲۱         |
| گواتمالا                               | ۳۲      | ۳۹      | ۳۰٫۵      | ۴۸        | ۲۵٫۹۹       | ۵۳          | ۲۵٫۴۶       | ۵۲          | ۲۴٫۵        | ۵۵          |
| گینه                                   | ۳۹      | ۱۷      | ۳۷٫۳      | ۲۰        | ۳۶٫۳        | ۲۱          | ۳۶٫۰۲       | ۲۱          | ۳۵٫۴        | ۲۰          |
| گینه بیسائو                            | ۳۸      | ۲۰      | ۳۹٫۴      | ۱۵        | ۳۴٫۲۸       | ۳۱          | ۳۳٫۸۳       | ۳۱          | ۳۲٫۹        | ۳۱          |
| گویان                                  | ۱۸      | ۱۰۶     | ۱۶٫۶      | ۱۳۰       | ۱۶٫۳۱       | ۱۲۳         | ۱۵٫۹۰       | ۱۲۵         | ۱۵٫۵        | ۱۲۵         |
| هائیتی                                 | ۲۷      | ۵۶      | ۲۶        | ۶۷        | ۲۳٫۳۵       | ۷۲          | ۲۲٫۸۳       | ۷۳          | ۲۳٫۳        | ۶۷          |
| هندوراس                                | ۲۷      | ۵۵      | ۲۷٫۳      | ۶۲        | ۲۴٫۱۶       | ۶۴          | ۲۳٫۶۶       | ۶۵          | ۲۲٫۸        | ۷۰          |
| مجارستان                               | ۹       | ۲۰۱     | ۸٫۸       | ۲۳۰       | ۹٫۳۷        | ۲۰۴         | ۹٫۲۶        | ۲۰۷         | ۹٫۱         | ۲۰۷         |
| ایسلند                                 | ۱۵      | ۱۲۴     | ۱۴٫۱      | ۱۴۹       | ۱۳٫۱۵       | ۱۵۲         | ۱۳٫۰۹       | ۱۵۳         | ۱۳٫۸        | ۱۴۲         |
| هند                                    | ۲۲      | ۷۷      | ۲۱٫۸      | ۹۲        | ۲۰٫۲۴       | ۸۷          | ۱۹٫۸۹       | ۸۶          | ۱۹٫۳        | ۸۶          |
| اندونزی                                | ۱۸      | ۱۰۳     | ۱۸٫۱      | ۱۱۸       | ۱۷٫۳۸       | ۱۰۸         | ۱۷٫۰۴       | ۱۰۸         | ۱۶٫۴        | ۱۱۳         |
| ایران                                  | ۱۷      | ۱۱۳     | ۱۸٫۲      | ۱۱۷       | ۱۸٫۴        | ۱۰۶         | ۱۸٫۲۳       | ۱۰۵         | ۱۷٫۸        | ۱۰۳         |
| عراق                                   | ۳۵      | ۳۰      | ۳۱        | ۴۳        | ۲۷٫۵۱       | ۴۶          | ۲۶٫۸۵       | ۴۶          | ۳۰٫۹        | ۳۶          |
| ایرلند                                 | ۱۷      | ۱۱۸     | ۱۶٫۳      | ۱۳۲       | ۱۵٫۵        | ۱۳۱         | ۱۵٫۱۸       | ۱۳۲         | ۱۴٫۵        | ۱۳۳         |
| اسرائیل                                | ۲۲      | ۷۸      | ۲۱٫۴      | ۹۷        | ۱۸٫۷۱       | ۱۰۲         | ۱۸٫۴۴       | ۱۰۱         | ۱۸٫۳        | ۹۵          |
| ایتالیا                                | ۹       | ۱۹۹     | ۹٫۱       | ۲۲۷       | ۸٫۹۴        | ۲۱۰         | ۸٫۸۴        | ۲۱۲         | ۸٫۷         | ۲۱۵         |
| جامائیکا                               | ۱۶      | ۱۲۰     | ۱۵٫۲      | ۱۳۶       | ۱۸٫۶۵       | ۱۰۳         | ۱۸٫۴۱       | ۱۰۳         | ۱۸          | ۹۹          |
| ژاپن                                   | ۹       | ۲۰۴     | ۸٫۳       | ۲۳۳       | ۸٫۲۳        | ۲۲۰         | ۸٫۰۷        | ۲۲۲         | ۷٫۸         | ۲۲۴         |
| اردن                                   | ۲۵      | ۶۱      | ۲۸٫۹      | ۵۵        | ۲۶٫۲۳       | ۵۲          | ۲۵٫۲۳       | ۵۳          | ۲۵٫۵        | ۴۹          |
| قزاقستان                               | ۲۲      | ۷۶      | ۲۲٫۵      | ۸۷        | ۲۰٫۰۳       | ۸۸          | ۱۹٫۶۱       | ۸۸          | ۱۸٫۷        | ۹۱          |
| کنیا                                   | ۳۸      | ۲۴      | ۳۶٫۱      | ۲۵        | ۳۰٫۰۸       | ۴۴          | ۲۸٫۲۷       | ۴۵          | ۲۵٫۱        | ۵۱          |
| کیریباتی                               |         |         | ۲۷٫۸      | ۵۸        | ۲۲٫۱۸       | ۷۵          | ۲۱٫۸۵       | ۷۵          | ۲۱٫۳        | ۷۶          |
| کرهٔ شمالی                              | ۱۴      | ۱۳۳     | ۱۴٫۴      | ۱۴۷       | ۱۴٫۴۹       | ۱۳۸         | ۱۴٫۵۱       | ۱۳۸         | ۱۴٫۶        | ۱۳۲         |
| کرهٔ جنوبی                              | ۹       | ۱۹۷     | ۹٫۴       | ۲۱۹       | ۸٫۳۳        | ۲۱۹         | ۸٫۲۶        | ۲۲۰         | ۸٫۴         | ۲۲۰         |
| کویت                                   | ۱۸      | ۱۰۴     | ۱۶        | ۱۳۳       | ۲۰٫۶۱       | ۸۳          | ۲۰٫۲۶       | ۸۴          | ۱۹٫۶        | ۸۳          |
| قرقیزستان                              | ۲۷      | ۵۷      | ۲۷٫۱      | ۶۳        | ۲۳٫۶۷       | ۷۰          | ۲۳٫۳۳       | ۶۹          | ۲۲٫۶        | ۷۲          |
| لائوس                                  | ۲۳      | ۷۴      | ۲۸        | ۵۷        | ۲۵٫۲۳       | ۵۸          | ۲۴٫۷۶       | ۵۸          | ۲۳٫۹        | ۶۲          |
| لتونی                                  | ۹       | ۲۰۲     | ۹٫۱       | ۲۲۶       | ۹٫۹۱        | ۱۹۸         | ۹٫۷۹        | ۱۹۹         | ۹٫۹         | ۱۹۷         |
| لبنان                                  | ۱۵      | ۱۲۵     | ۲۴٫۳      | ۷۹        | ۱۴٫۷۹       | ۱۳۶         | ۱۴٫۸۰       | ۱۳۳         | ۱۴٫۴        | ۱۳۴         |
| لسوتو                                  | ۲۸      | ۵۱      | ۳۰٫۴      | ۴۹        | ۲۶٫۳۱       | ۵۱          | ۲۵٫۹۲       | ۴۹          | ۲۵٫۱        | ۵۲          |
| لیبریا                                 | ۳۹      | ۱۶      | ۳۶٫۱      | ۲۴        | ۳۵٫۷۵       | ۲۴          | ۳۵٫۰۷       | ۲۶          | ۳۳٫۹        | ۲۶          |
| لیبی                                   | ۲۳      | ۷۲      | ۲۱٫۵      | ۹۴        | ۱۸٫۷۴       | ۱۰۰         | ۱۸٫۴۰       | ۱۰۴         | ۱۷٫۸        | ۱۰۴         |
| لیختن‌اشتاین                            | ۹       | ۲۰۰     | ۱۰٫۹      | ۱۹۹       | ۱۰٫۶۷       | ۱۸۳         | ۱۰٫۵۳       | ۱۸۳         | ۱۰٫۴        | ۱۸۹         |
| لیتوانی                                | ۱۱      | ۱۸۲     | ۱۱٫۳      | ۱۸۹       | ۹٫۳۶        | ۲۰۵         | ۹٫۳۶        | ۲۰۵         | ۱۰          | ۱۹۶         |
| لوکزامبورگ                             | ۱۲      | ۱۶۸     | ۱۰٫۹      | ۲۰۰       | ۱۱٫۷۲       | ۱۶۸         | ۱۱٫۷۵       | ۱۶۹         | ۱۱٫۴        | ۱۷۲         |
| مقدونیه شمالی                          | ۱۱      | ۱۸۳     | ۱۱٫۱      | ۱۹۲       | ۱۱٫۷۲       | ۱۶۷         | ۱۱٫۶۴       | ۱۷۱         | ۱۱٫۵        | ۱۷۰         |
| ماداگاسکار                             | ۳۵      | ۳۲      | ۳۳٫۵      | ۳۲        | ۳۳٫۵۸       | ۳۲          | ۳۳٫۱۲       | ۳۳          | ۳۲٫۱        | ۳۴          |
| مالاوی                                 | ۴۴      | ۶       | ۴۴٫۶      | ۵         | ۳۹٫۹۸       | ۸           | ۴۱٫۸۰       | ۷           | ۴۱٫۳        | ۷           |
| مالزی                                  | ۲۰      | ۹۱      | ۱۷٫۵      | ۱۲۰       | ۲۰٫۴۱       | ۸۴          | ۲۰٫۰۶       | ۸۵          | ۱۹٫۴        | ۸۵          |
| مالدیو                                 | ۱۷      | ۱۱۶     | ۲۲٫۴      | ۸۸        | ۱۵٫۳۸       | ۱۳۲         | ۱۵٫۵۹       | ۱۲۷         | ۱۶          | ۱۱۹         |
| مالی                                   | ۴۶      | ۲       | ۴۵٫۴      | ۲         | ۴۶٫۰۶       | ۲           | ۴۵٫۵۳       | ۲           | ۴۴٫۴        | ۲           |
| مالت                                   | ۱۰      | ۱۹۳     | ۱۰٫۲      | ۲۱۳       | ۱۰٫۲۷       | ۱۹۰         | ۱۰٫۲۴       | ۱۸۹         | ۱۰٫۱        | ۱۹۵         |
| جزایر مارشال                           |         |         | ۳۱٫۱      | ۴۰        | ۲۷٫۲۱       | ۴۷          | ۲۶٫۳۶       | ۴۷          | ۲۵          | ۵۳          |
| موریتانی                               | ۳۴      | ۳۶      | ۳۳٫۲      | ۳۵        | ۳۲٫۳۱       | ۳۶          | ۳۱٫۸۳       | ۳۶          | ۳۰٫۹        | ۳۷          |
| موریس                                  | ۱۲      | ۱۶۵     | ۱۱٫۴      | ۱۸۵       | ۱۳٫۶۲       | ۱۴۸         | ۱۳٫۴۶       | ۱۴۹         | ۱۳٫۱        | ۱۵۱         |
| مکزیک                                  | ۲۰      | ۹۵      | ۱۷٫۵      | ۱۱۹       | ۱۸٫۶۱       | ۱۰۴         | ۱۹٫۰۲       | ۹۱          | ۱۸٫۵        | ۹۳          |
| میکرونزی                               | ۲۵      | ۶۲      | ۲۳٫۵      | ۸۰        | ۲۱٫۴۴       | ۸۰          | ۲۰٫۹۷       | ۸۰          | ۲۰٫۳        | ۸۰          |
| مولدووا                                | ۱۲      | ۱۴۶     | ۱۱        | ۱۹۶       | ۱۲٫۳۸       | ۱۶۰         | ۱۲٫۲۱       | ۱۶۱         | ۱۱٫۸        | ۱۶۹         |
| موناکو                                 |         |         | ۲۷٫۳      | ۶۱        | ۶٫۷۹        | ۲۲۴         | ۶٫۷۲        | ۲۲۴         | ۶٫۶         | ۲۲۶         |
| مغولستان                               | ۲۳      | ۶۹      | ۲۵٫۱      | ۷۴        | ۲۰٫۳۴       | ۸۵          | ۲۰٫۸۸       | ۸۱          | ۱۹٫۶        | ۸۴          |
| مونته‌نگرو                              | ۱۲      | ۱۴۸     | ۱۱٫۶      | ۱۸۲       | ۱۰٫۷۵       | ۱۸۰         | ۱۰٫۵۹       | ۱۸۲         | ۱۰٫۲        | ۱۹۳         |
| مراکش                                  | ۲۰      | ۹۷      | ۱۸٫۸      | ۱۱۲       | ۱۸٫۷۳       | ۱۰۱         | ۱۸٫۴۷       | ۱۰۰         | ۱۸          | ۱۰۰         |
| موزامبیک                               | ۳۸      | ۲۳      | ۴۱٫۴      | ۱۲        | ۳۹٫۰۸       | ۱۱          | ۳۸٫۸۳       | ۱۱          | ۳۸٫۳        | ۱۰          |
| میانمار                                | ۱۷      | ۱۱۱     | ۱۹٫۳      | ۱۰۸       | ۱۸٫۸۹       | ۹۷          | ۱۸٫۶۵       | ۹۷          | ۱۸٫۲        | ۹۶          |
| نامیبیا                                | ۲۶      | ۵۹      |           |           | ۲۰٫۷۲       | ۸۲          | ۲۰٫۲۸       | ۸۳          | ۲۷٫۹        | ۴۶          |
| نائورو                                 |         |         | ۲۹٫۷      | ۵۱        | ۲۶٫۳۹       | ۴۹          | ۲۵٫۶۱       | ۵۱          | ۲۴٫۴        | ۵۶          |
| نپال                                   | ۲۴      | ۶۶      | ۲۴٫۳      | ۷۸        | ۲۱٫۴۸       | ۷۹          | ۲۱٫۰۷       | ۷۹          | ۱۹٫۹        | ۸۲          |
| هلند                                   | ۱۱      | ۱۷۶     | ۱۰٫۸      | ۲۰۱       | ۱۰٫۸۵       | ۱۷۷         | ۱۰٫۸۳       | ۱۸۰         | ۱۰٫۹        | ۱۸۱         |
| نیوزیلند                               | ۱۵      | ۱۲۹     | ۱۴٫۳      | ۱۴۸       | ۱۳٫۴۸       | ۱۴۹         | ۱۳٫۴۰       | ۱۵۱         | ۱۳٫۳        | ۱۴۸         |
| نیکاراگوئه                             | ۲۴      | ۶۷      | ۲۳٫۲      | ۸۳        | ۱۸٫۷۷       | ۹۹          | ۱۸٫۴۱       | ۱۰۲         | ۱۷٫۹        | ۱۰۲         |
| نیجر                                   | ۴۹      | ۱       | ۴۶        | ۱         | ۴۶٫۸۴       | ۱           | ۴۶٫۱۲       | ۱           | ۴۴٫۸        | ۱           |
| نیجریه                                 | ۴۰      | ۱۴      | ۳۶٫۹      | ۲۱        | ۳۸٫۷۸       | ۱۳          | ۳۸٫۰۳       | ۱۲          | ۳۷٫۳        | ۱۲          |
| نروژ                                   | ۱۳      | ۱۴۳     | ۱۲٫۲      | ۱۷۳       | ۱۰٫۸        | ۱۷۸         | ۱۲٫۰۹       | ۱۶۵         | ۱۲٫۲        | ۱۶۲         |
| عمان                                   | ۱۸      | ۱۰۷     | ۳۱        | ۴۴        | ۲۴٫۴۳       | ۶۲          | ۲۴٫۴۷       | ۵۹          | ۲۴٫۳        | ۵۷          |
| پاکستان                                | ۲۷      | ۵۲      | ۲۷٫۵      | ۶۰        | ۲۳٫۷۶       | ۶۹          | ۲۳٫۱۹       | ۷۱          | ۲۲٫۳        | ۷۴          |
| پالائو                                 |         |         | ۱۳٫۶      | ۱۵۵       | ۱۰٫۹        | ۱۷۶         | ۱۰٫۹۵       | ۱۷۷         | ۱۱٫۲        | ۱۷۶         |
| فلسطین                                 | ۳۳      | ۳۷      | ۳۲٫۸      | ۳۷        | ۲۳٫۸۱       | ۶۶          | ۳۲٫۲۰       | ۳۵          |             |             |
| پاناما                                 | ۲۰      | ۹۳      | ۱۹٫۷      | ۱۰۶       | ۱۸٫۹۱       | ۹۶          | ۱۸٫۶۱       | ۹۸          | ۱۸٫۱        | ۹۸          |
| پاپوآ گینهٔ نو                          | ۳۰      | ۴۵      | ۳۰٫۹      | ۴۶        | ۲۵٫۴        | ۵۷          | ۲۴٫۸۹       | ۵۷          | ۲۴          | ۶۰          |
| پاراگوئه                               | ۲۴      | ۶۵      | ۲۲٫۹      | ۸۵        | ۱۶٫۹۵       | ۱۱۹         | ۱۶٫۶۶       | ۱۱۸         | ۱۶٫۵        | ۱۱۱         |
| پرو                                    | ۲۰      | ۸۸      | ۱۹٫۹      | ۱۰۵       | ۱۸٫۸۵       | ۹۸          | ۱۸٫۵۷       | ۹۹          | ۱۸          | ۱۰۱         |
| فیلیپین                                | ۲۵      | ۶۰      | ۲۵٫۳      | ۷۳        | ۲۴٫۶۲       | ۶۰          | ۲۴٫۲۴       | ۶۱          | ۲۴          | ۶۱          |
| لهستان                                 | ۱۱      | ۱۸۰     | ۱۰٫۲      | ۲۰۷       | ۹٫۸۸        | ۱۹۹         | ۹٫۷۷        | ۲۰۰         | ۹٫۶         | ۲۰۲         |
| پرتغال                                 | ۱۰      | ۱۹۴     | ۹٫۲       | ۲۲۵       | ۹٫۵۹        | ۲۰۰         | ۹٫۴۲        | ۲۰۲         | ۹٫۱         | ۲۰۸         |
| قطر                                    | ۱۳      | ۱۴۲     | ۱۱٫۹      | ۱۷۹       | ۱۰٫۰۸       | ۱۹۴         | ۹٫۹۵        | ۱۹۴         | ۹٫۷         | ۲۰۱         |
| رومانی                                 | ۱۰      | ۱۸۸     | ۹٫۲       | ۲۲۳       | ۹٫۴         | ۲۰۳         | ۹٫۲۷        | ۲۰۶         | ۹           | ۲۰۹         |
| روسیه                                  | ۱۳      | ۱۴۵     | ۱۲٫۶      | ۱۶۷       | ۱۲٫۱۱       | ۱۶۵         | ۱۱٫۸۷       | ۱۶۸         | ۱۱٫۳        | ۱۷۴         |
| رواندا                                 | ۴۱      | ۱۳      | ۴۲٫۱      | ۱۱        | ۳۵٫۴۹       | ۲۶          | ۳۴٫۶۱       | ۲۸          | ۳۳٫۳        | ۳۰          |
| سنت کیتس و نویس                        |         |         | ۱۲٫۵      | ۱۶۹       | ۱۳٫۷۹       | ۱۴۵         | ۱۳٫۶۴       | ۱۴۶         | ۱۳٫۳        | ۱۴۷         |
| سنت لوسیا                              | ۱۳      | ۱۳۸     | ۱۲٫۸      | ۱۶۵       | ۱۴٫۱۹       | ۱۳۹         | ۱۳٫۹۴       | ۱۴۱         | ۱۳٫۵        | ۱۴۵         |
| سنت وینسنت و گرنادین‌ها                 | ۱۷      | ۱۱۴     | ۱۶٫۸      | ۱۲۴       | ۱۴٫۱۲       | ۱۴۲         | ۱۳٫۸۵       | ۱۴۴         | ۱۳٫۴        | ۱۴۶         |
| ساموآ                                  | ۲۵      | ۶۳      | ۲۴٫۸      | ۷۷        | ۲۱٫۷        | ۷۷          | ۲۱٫۲۹       | ۷۸          | ۲۰٫۶        | ۷۸          |
| سان مارینو                             | ۱۱      | ۱۷۷     | ۱۰٫۲      | ۲۰۹       | ۸٫۷۸        | ۲۱۳         | ۸٫۷۰        | ۲۱۵         | ۸٫۶         | ۲۱۶         |
| سائوتومه و پرنسیپ                      | ۳۱      | ۴۴      | ۲۹٫۴      | ۵۳        | ۳۶٫۰۵       | ۲۲          | ۳۵٫۱۲       | ۲۴          | ۳۳٫۳        | ۲۹          |
| عربستان سعودی                          | ۲۲      | ۸۰      | ۲۲٫۹      | ۸۴        | ۱۹٫۰۱       | ۹۵          | ۱۸٫۷۸       | ۹۶          | ۱۸٫۴        | ۹۴          |
| سنگال                                  | ۳۷      | ۲۶      | ۳۶٫۷      | ۲۳        | ۳۵٫۶۴       | ۲۵          | ۳۵٫۰۹       | ۲۵          | ۳۴          | ۲۵          |
| صربستان                                | ۹       | ۱۹۶     | ۹         | ۲۲۸       | ۹٫۱۵        | ۲۰۶         | ۹٫۱۳        | ۲۰۸         | ۹           | ۲۱۱         |
| سیشل                                   | ۱۸      | ۱۰۱     | ۱۸٫۶      | ۱۱۶       | ۱۴٫۸۵       | ۱۳۵         | ۱۴٫۵۴       | ۱۳۶         | ۱۳٫۹        | ۱۴۰         |
| سیرالئون                               | ۳۹      | ۱۸      | ۳۸٫۴      | ۱۷        | ۳۷٫۷۷       | ۱۷          | ۳۷٫۴۰       | ۱۵          | ۳۶٫۷        | ۱۴          |
| سنگاپور                                | ۹       | ۱۹۸     | ۹٫۵       | ۲۱۸       | ۷٫۹۱        | ۲۲۱         | ۸٫۱۰        | ۲۲۱         | ۸٫۵         | ۲۲۱         |
| اسلواکی                                | ۱۱      | ۱۷۴     | ۱۱٫۳      | ۱۸۸       | ۱۰٫۲۷       | ۱۸۹         | ۱۰٫۰۱       | ۱۹۲         | ۹٫۸         | ۱۹۸         |
| اسلوونی                                | ۱۱      | ۱۷۸     | ۱۰٫۷      | ۲۰۲       | ۸٫۶۶        | ۲۱۵         | ۸٫۵۴        | ۲۱۷         | ۸٫۳         | ۲۲۲         |
| جزایر سلیمان                           | ۳۲      | ۴۱      | ۳۴٫۳      | ۲۹        | ۲۶٫۹        | ۴۸          | ۲۶٫۳۳       | ۴۸          | ۲۵٫۳        | ۵۰          |
| سومالی                                 | ۴۴      | ۸       | ۴۲٫۳      | ۱۰        | ۴۱٫۴۵       | ۶           | ۴۰٫۸۷       | ۸           | ۴۰          | ۸           |
| آفریقای جنوبی                          | ۲۱      | ۸۳      | ۲۱        | ۹۹        | ۱۹٫۱۴       | ۹۴          | ۱۸٫۹۴       | ۹۳          | ۲۰٫۵        | ۷۹          |
| سودان جنوبی                            |         |         | ۳۶٫۸      | ۲۲        | ۳۸٫۵        | ۱۴          | ۳۷٫۶۸       | ۱۳          | ۳۶٫۲        | ۱۵          |
| اسپانیا                                | ۱۱      | ۱۸۴     | ۱۰٫۲      | ۲۰۸       | ۱۰٫۱۴       | ۱۹۳         | ۹٫۸۸        | ۱۹۷         | ۹٫۴         | ۲۰۵         |
| سری‌لانکا                               | ۱۸      | ۱۰۵     | ۱۷٫۴      | ۱۲۱       | ۱۶٫۶۴       | ۱۲۰         | ۱۶٫۲۴       | ۱۲۲         | ۱۵٫۵        | ۱۲۶         |
| سودان                                  | ۳۳      | ۳۸      | ۳۲٫۶      | ۳۸        | ۳۰٫۸۴       | ۴۲          | ۳۰٫۰۱       | ۴۲          | ۲۸٫۵        | ۴۴          |
| سورینام                                | ۱۸      | ۱۰۲     | ۱۸٫۷      | ۱۱۴       | ۱۷٫۱        | ۱۱۶         | ۱۶٫۷۳       | ۱۱۷         | ۱۶          | ۱۱۸         |
| اسواتینی                               | ۲۹      | ۴۷      | ۳۱٫۱      | ۴۲        | ۲۵٫۶۹       | ۵۴          | ۲۵٫۱۸       | ۵۴          | ۲۴٫۳        | ۵۸          |
| سوئد                                   | ۱۲      | ۱۴۷     | ۱۱٫۸      | ۱۸۱       | ۱۰٫۳۳       | ۱۸۷         | ۱۱٫۹۲       | ۱۶۷         | ۱۲          | ۱۶۷         |
| سوئیس                                  | ۱۰      | ۱۸۵     | ۱۰٫۲      | ۲۱۰       | ۱۰٫۴۵       | ۱۸۴         | ۱۰٫۴۸       | ۱۸۵         | ۱۰٫۵        | ۱۸۸         |
| سوریه                                  | ۲۳      | ۷۳      | ۲۷٫۶      | ۵۹        | ۲۳٫۰۱       | ۷۳          | ۲۲٫۷۶       | ۷۴          | ۲۱٫۷        | ۷۵          |
| تایوان                                 |         |         | ۸٫۵       | ۲۳۲       | ۸٫۶۱        | ۲۱۶         | ۸٫۵۵        | ۲۱۶         | ۸٫۴         | ۲۱۹         |
| تاجیکستان                              | ۲۸      | ۵۰      | ۲۸٫۷      | ۵۶        | ۲۵٫۴۹       | ۵۶          | ۲۴٫۹۹       | ۵۶          | ۲۳٫۸        | ۶۳          |
| تانزانیا                               | ۴۱      | ۱۲      | ۳۹٫۸      | ۱۴        | ۳۷٫۲۵       | ۱۸          | ۳۶٫۸۲       | ۱۷          | ۳۶          | ۱۷          |
| تایلند                                 | ۱۲      | ۱۵۹     | ۱۲٫۴      | ۱۷۰       | ۱۲٫۶۶       | ۱۵۷         | ۱۱٫۲۶       | ۱۷۵         | ۱۱٫۱        | ۱۷۷         |
| تیمور شرقی                             | ۳۸      | ۱۹      | ۳۹٫۲      | ۱۶        | ۳۴٫۸۵       | ۲۸          | ۳۴٫۴۸       | ۳۰          | ۳۳٫۸        | ۲۷          |
| توگو                                   | ۳۲      | ۴۰      | ۳۰٫۹      | ۴۵        | ۳۴٫۹        | ۲۷          | ۳۴٫۵۲       | ۲۹          | ۳۳٫۷        | ۲۸          |
| تونگا                                  | ۲۷      | ۵۳      | ۲۶٫۵      | ۶۴        | ۲۴٫۱۲       | ۶۵          | ۲۳٫۵۵       | ۶۶          | ۲۲٫۶        | ۷۱          |
| ترینیداد و توباگو                      | ۱۵      | ۱۳۰     | ۱۵٫۲      | ۱۳۷       | ۱۴٫۰۷       | ۱۴۴         | ۱۳٫۸۰       | ۱۴۵         | ۱۳٫۱        | ۱۵۲         |
| تونس                                   | ۱۸      | ۱۱۰     | ۱۸٫۶      | ۱۱۵       | ۱۷٫۱۲       | ۱۱۵         | ۱۶٫۹۰       | ۱۱۲         | ۱۶٫۴        | ۱۱۲         |
| ترکیه                                  | ۱۸      | ۱۰۹     | ۱۶٫۷      | ۱۲۷       | ۱۷٫۲۲       | ۱۱۰         | ۱۶٫۸۶       | ۱۱۴         | ۱۶          | ۱۱۷         |
| ترکمنستان                              | ۲۲      | ۸۱      | ۲۱٫۷      | ۹۳        | ۱۹٫۵۳       | ۹۱          | ۱۹٫۴۶       | ۸۹          | ۱۹٫۳        | ۸۷          |
| تووالو                                 |         |         | ۲۲٫۹      | ۸۶        | ۲۳٫۵۶       | ۷۱          | ۲۳٫۷۴       | ۶۴          | ۲۳٫۸        | ۶۴          |
| اوگاندا                                | ۴۵      | ۴       | ۴۴٫۱      | ۶         | ۴۴٫۵        | ۳           | ۴۴٫۱۷       | ۳           | ۴۳٫۴        | ۳           |
| اوکراین                                | ۱۱      | ۱۸۱     | ۱۱        | ۱۹۷       | ۹٫۵۲        | ۲۰۲         | ۹٫۴۱        | ۲۰۳         | ۱۰٫۵        | ۱۸۶         |
| الگو:Country data United Arab Emiدرصدs | ۱۳      | ۱۳۶     | ۹٫۶       | ۲۱۶       | ۱۵٫۶۵       | ۱۲۹         | ۱۵٫۵۴       | ۱۲۹         | ۱۵٫۳        | ۱۲۸         |
| بریتانیا                               | ۱۳      | ۱۳۷     | ۱۲٫۹      | ۱۶۳       | ۱۲٫۲۶       | ۱۶۱         | ۱۲٫۲۲       | ۱۶۰         | ۱۲٫۱        | ۱۶۵         |
| ایالات متحده آمریکا                    | ۱۴      | ۱۳۴     | ۱۲٫۷      | ۱۶۶       | ۱۳٫۶۶       | ۱۴۷         | ۱۳٫۴۲       | ۱۵۰         | ۱۲٫۵        | ۱۵۹         |
| اروگوئه                                | ۱۴      | ۱۳۱     | ۱۴٫۱      | ۱۵۰       | ۱۳٫۲۸       | ۱۵۱         | ۱۳٫۱۸       | ۱۵۲         | ۱۳          | ۱۵۵         |
| ازبکستان                               | ۲۳      | ۷۰      | ۲۱٫۵      | ۹۵        | ۱۷٫۲        | ۱۱۱         | ۱۷٫۰۲       | ۱۰۹         | ۱۶٫۹        | ۱۰۹         |
| وانواتو                                | ۳۰      | ۴۶      | ۳۱٫۱      | ۴۱        | ۲۶٫۳۵       | ۵۰          | ۲۵٫۶۹       | ۵۰          | ۲۴٫۵        | ۵۴          |
| ونزوئلا                                | ۲۱      | ۸۶      | ۲۰٫۲      | ۱۰۳       | ۱۹٫۶۶       | ۸۹          | ۱۹٫۴۲       | ۹۰          | ۱۹٫۲        | ۸۸          |
| ویتنام                                 | ۱۷      | ۱۱۷     | ۱۶٫۶      | ۱۲۸       | ۱۶٫۵۶       | ۱۲۲         | ۱۶٫۲۶       | ۱۲۱         | ۱۵٫۷        | ۱۲۴         |
| صحرای غربی (Sahrawi)                   |         |         | ۲۱٫۹      | ۹۱        | ۳۱٫۱۸       | ۴۱          | ۳۰٫۷۱       | ۴۰          | ۲۹٫۸        | ۴۲          |
| یمن                                    | ۳۸      | ۲۱      | ۳۵٫۹      | ۲۶        | ۳۱٫۶۳       | ۳۹          | ۳۱٫۰۲       | ۳۹          | ۲۹٫۲        | ۴۳          |
| زامبیا                                 | ۴۶      | ۳       | ۴۳٫۶      | ۷         | ۴۲٫۷۹       | ۵           | ۴۲٫۴۶       | ۴           | ۴۱٫۸        | ۴           |
| زیمبابوه                               | ۲۹      | ۴۸      | ۲۹٫۲      | ۵۴        | ۳۲٫۴۱       | ۳۵          | ۳۲٫۴۷       | ۳۴          | ۳۱٫۹        | ۳۵          |
| آنگویلا (UK)                           |         |         | ۱۱٫۱      | ۱۹۴       | ۱۲٫۸۲       | ۱۵۵         | ۱۲٫۶۸       | ۱۵۷         |             |             |
| آروبا (Netherlands)                    | ۱۱      | ۱۶۹     | ۱۰٫۶      | ۲۰۵       | ۱۲٫۷۲       | ۱۵۶         | ۱۲٫۶۵       | ۱۵۸         |             |             |
| برمودا (UK)                            | ۱۲      | ۱۶۱     | ۱۱٫۹      | ۱۷۷       | ۱۱٫۳۹       | ۱۷۰         | ۱۱٫۳۵       | ۱۷۳         |             |             |
| جزایر کیمن (UK)                        | ۱۵      | ۱۲۸     | ۱۴٫۵      | ۱۴۵       | ۱۲٫۱۷       | ۱۶۴         | ۱۲٫۱۳       | ۱۶۴         |             |             |
| گرنزی (جزیره‌های مانش، UK)              |         |         | ۱۰٫۱      | ۲۱۴       | ۹٫۹۵        | ۱۹۶         | ۹٫۸۹        | ۱۹۶         |             |             |
| جرزی (جزیره‌های مانش، UK)               |         |         | ۱۱٫۳      | ۱۹۰       | ۱۱٫۳۹       | ۱۷۱         | ۱۱٫۶۵       | ۱۷۰         |             |             |
| جزایر کوک (New Zealand)                |         |         | ۱۶٫۸      | ۱۲۵       | ۱۴٫۹۳       | ۱۳۴         | ۱۴٫۷۰       | ۱۳۵         |             |             |
| کوراسائو (Netherlands)                 |         |         | ۱۳٫۶      | ۱۵۳       |             |             |             |             |             |             |
| جزایر فالکلند/Malvinas                 |         |         | ۹         | ۲۲۹       |             |             |             |             |             |             |
| جزایر فارو (Denmark)                   |         |         | ۱۱٫۹      | ۱۷۸       | ۱۳٫۳۶       | ۱۵۰         | ۱۳٫۵۷       | ۱۴۷         |             |             |
| جبل طارق (UK)                          |         |         | ۱۴٫۹      | ۱۴۰       | ۱۴٫۱۹       | ۱۴۰         | ۱۴٫۱۵       | ۱۳۹         |             |             |
| گرینلند (Denmark)                      | ۱۵      | ۱۲۶     | ۱۴٫۵      | ۱۴۶       | ۱۴٫۵۷       | ۱۳۷         | ۱۴٫۵۳       | ۱۳۷         |             |             |
| جزیره گوادلوپ (France)                 |         |         | ۱۳٫۶      | ۱۵۴       |             |             |             |             |             |             |
| گوآم (USA)                             | ۱۸      | ۱۰۸     | ۲۰٫۶      | ۱۰۲       | ۱۷٫۲۳       | ۱۰۹         | ۱۷٫۰۱       | ۱۱۰         |             |             |
| گویان فرانسه                           |         |         | ۲۶٫۱      | ۶۶        |             |             |             |             |             |             |
| هنگ کنگ                                | ۱۳      | ۱۴۴     | ۱۳٫۵      | ۱۵۶       | ۷٫۵۸        | ۲۲۳         | ۹٫۳۸        | ۲۰۴         |             |             |
| جزیره من (UK)                          |         |         | ۱۲٫۳      | ۱۷۱       | ۱۰٫۲۷       | ۱۷۴         | ۱۱٫۱۷       | ۱۷۶         |             |             |
| کوزوو                                  |         |         | ۱۹٫۱      | ۱۱۰       |             |             |             |             |             |             |
| ماکائو                                 | ۱۰      | ۱۹۲     | ۱۰٫۶      | ۲۰۳       | ۹٫۰۳        | ۲۰۸         | ۸٫۹۸        | ۲۰۹         |             |             |
| مارتینیک (France)                      |         |         | ۱۳        | ۱۶۰       |             |             |             |             |             |             |
| مایوت (France)                         |         |         | ۲۳٫۲      | ۸۲        |             |             |             |             |             |             |
| مونتسرات (UK)                          |         |         | ۹٫۳       | ۲۲۱       | ۱۱٫۳۷       | ۱۷۲         | ۱۱٫۳۱       | ۱۷۴         |             |             |
| کالدونیای جدید (France)                | ۱۶      | ۱۱۹     | ۱۶٫۷      | ۱۲۶       | ۱۵٫۸۱       | ۱۲۷         | ۱۵٫۵۷       | ۱۲۸         |             |             |
| نیووی (New Zealand)                    |         |         | ۱۴٫۸      | ۱۴۱       |             |             |             |             |             |             |
| جزایر ماریانای شمالی (USA)             |         |         | ۲۰٫۷      | ۱۰۱       | ۱۹٫۶        | ۹۰          | ۱۸٫۹۴       | ۹۴          |             |             |
| جزایر پیت‌کرن (UK)                      |         |         | ۱۲٫۳      | ۱۷۲       |             |             |             |             |             |             |
| پلی‌نزی فرانسه                          | ۱۷      | ۱۱۵     | ۱۷        | ۱۲۳       | ۱۵٫۷        | ۱۲۸         | ۱۵٫۴۷       | ۱۳۱         |             |             |
| پورتوریکو (USA)                        | ۱۳      | ۱۳۵     | ۱۱٫۴      | ۱۸۶       | ۱۱٫۲۸       | ۱۷۳         | ۱۰٫۹۰       | ۱۷۸         |             |             |
| رئونیون (France)                       |         |         | ۱۷        | ۱۲۲       |             |             |             |             |             |             |
| سنت بارثلمی (France)                   |         |         | ۱۰٫۲      | ۲۱۲       |             |             |             |             |             |             |
| سینت هلینا & dependencies (UK)         |         |         | ۸٫۵       | ۲۳۱       | ۱۰٫۱۹       | ۱۹۲         | ۱۰٫۰۳       | ۱۹۱         |             |             |
| سنت مارتین (France)                    |         |         | ۱۶٫۶      | ۱۲۹       |             |             |             |             |             |             |
| سنت پیر و ماژلان (France)              |         |         | ۸٫۳       | ۲۳۴       | ۷٫۷۹        | ۲۲۲         | ۷٫۷۰        | ۲۲۳         |             |             |
| ساموای آمریکا                          |         |         | ۲۳٫۵      | ۸۱        | ۲۲٫۸۴       | ۷۴          | ۲۲٫۸۷       | ۷۲          |             |             |
| سنت مارتین (Netherlands)               |         |         | ۱۳        | ۱۶۱       | ۱۳          | ۱۵۳         | ۱۳٫۰۰       | ۱۵۴         |             |             |
| توکلائو (New Zealand)                  |         |         | ۲۲٫۱      | ۹۰        |             |             |             |             |             |             |
| جزایر تورکس و کایکوس (UK)              |         |         | ۱۴٫۸      | ۱۴۲       | ۱۷٫۰۵       | ۱۱۷         | ۱۶٫۶۱       | ۱۱۹         |             |             |
| جزایر ویرجین انگلستان                  |         |         | ۱۰٫۱      | ۲۱۵       | ۱۰٫۷۸       | ۱۷۹         | ۱۰٫۸۳       | ۱۸۱         |             |             |
| جزایر ویرجین ایالات متحده              | ۱۲      | ۱۶۲     | ۱۱٫۱      | ۱۹۵       | ۱۰٫۶۹       | ۱۸۲         | ۱۰٫۴۹       | ۱۸۴         |             |             |
| والیس و فوتونا (France)                |         |         | ۱۳٫۴      | ۱۵۷       | ۱۳٫۷۴       | ۱۴۶         | ۱۳٫۵۶       | ۱۴۸         |             |             |
| فلسطین/نوار غزه                        |         |         |           |           | ۳۳٫۲۷       | ۳۳          | ۲۳٫۴۱       | ۶۷          |             |             |